# 조절 T세포
조절 T세포(regulatory T cell, Tregs/ˈtiːrɛɡ/, Treg cells, 이전에는 suppressor T cells로도 불림)는 면역계를 조절하며 자가항원에 면역관용을 유지하며, 자가 면역 질환을 예방하는 데에 중요한 T세포의 하위 집단이다. 조절 T세포는 면역억제성이며 작동 T세포의 유도와 증식을 하향조절한다. 조절 T세포가 발현하는 생물학적 표지자에는 CD4, FOXP3, CD25가 있으며, 조절 T세포는 미성숙 CD4+ T세포와 같은 계열에서 유래하는 것으로 여겨진다. 작동 T세포도 CD4와 CD25을 발현하기 때문에 조절 T세포는 CD4+ T세포와 구별하기 까다롭고 이 때문에 연구하기도 어렵다. 연구에서는 사이토카인인 전환성장인자 베타(TGF-β)가 조절 T세포를 미성숙 CD4+ T세포와 구별하는 데에 필수적이고 조절 T세포의 항상성을 유지하는 데에도 중요하다는 사실을 발견했다.
조절 T세포는 다른 세포의 면역 반응을 억제하여 과도한 반응을 방지하는 면역계의 일부이다. 조절 T세포는 여러 형태의 T세포에서 유래하며, 가장 잘 알려진 유형으로는 CD4, CD25, FOXP3를 발현하는 세포(CD4+CD25+ 조절 T세포)이다. 이런 조절 T세포는 보조 T세포와 구분된다. 또 다른 조절 T세포 아집단은 Treg17 세포이다. 조절 T세포는 침투한 미생물을 성공적으로 제거한 뒤 면역 반응을 끝내며 자가면역을 방지하는 데에 관여한다.
CD4+ FOXP3+ CD25(high) 조절 T세포는 '자연적으로 발생하는' 조절 T세포로 불려 왔다. 이렇게 불러 온 이유는 이 종류의 조절 T세포를 생체외(in vitro)에서 만들어진 '억제'(suppressor) T세포와 구별하기 위해서이다. 또 다른 조절 T세포 집단에는 Tr1, Th3, CD8+CD28−, Qa-1 제한 T세포가 있다. 이 부류의 세포 집단이 면역관용과 면역의 항상성에 기여하는 바는 덜 알려져 있다. CD4+CD25− T세포에서도 FOXP3가 발현된다는 근거가 최근 연구에 의해 밝혀졌지만, FOXP3는 생쥐 CD4+CD25+ T세포의 좋은 표지자로 사용될 수 있다. 사람에서 FOXP3는 막 활성화된 일반적인 T세포에 의해서도 발현되므로 FOXP3로 사람의 조절 T세포를 특이적으로 식별할 수는 없다.
생쥐 모델을 통해 조절 T세포가 자가 면역 질환과 암을 치료하고 장기 이식과 상처 치유에 도움이 될 수 있다고 제안되었다. 조절 T세포가 암에 미치는 영향은 복잡하다. 암에 걸린 환자들에서 조절 T세포는 상향조절되는 경향이 있으며 종양이 있는 부위에서 동원되는 것으로 보인다. 인간과 동물 모델 양쪽에서 이루어진 연구들은 종양 미세환경에서의 많은 조절 T세포가 나쁜 예후를 나타낸다고 시사한다. 조절 T세포는 종양 면역을 억제하여 암세포 성장을 조절하는 몸의 선천면역을 방해하는 것으로 생각된다. 면역요법 연구는 T세포의 조절이 어떻게 암 치료에 사용될 수 있을지 연구하고 있다.

## 발달
모든 T세포는 골수의 전구세포에서 유래하며 이후 가슴샘에서 성숙한다. 모든 T세포는 이중음성(double negative, DN) 시기의 CD4-CD8-TCR- 세포로 시작한다. 이 단계에서 개별 T세포의 TCR은 고유하고 기능적인 분자를 형성하도록 재배열되며 자가 MHC 분자에 최소한으로만 상호작용하는지 가슴샘 겉질에서 테스트를 거친다. 이중음성 T세포가 이 신호들을 받으면 증식을 시작하며 동시에 CD4와 CD8 분자를 발현하여 이중양성(double positive, DP) 세포가 된다. 조절 T세포의 선택은 가슴샘에서 속질의 제2형 MHC 분자 발현 세포나 하살소체에서 일어난다. 이중양성 단계에서 세포는 가슴샘 세포와의 상호작용에 의해 선별되어 Foxp3의 전사를 시작하고 조절 T세포가 된다. 그러나 이중양성 단계의 세포는 기능적인 조절 T세포가 되는 단일양성(single positive) 단계가 될 때까지 Foxp3를 발현하지 않을 수도 있다. 조절 T세포는 NKT세포나 γδ T세포처럼 TCR 발현이 제한되어 있지 않다. 조절 T세포의 TCR 다양성은 작동 T세포보다 훨씬 넓으며 자가 펩타이드 쪽으로 그 다양성이 치우쳐져 있다.
조절 T세포의 선별 과정은 자가 펩타이드-MHC 복합체와 상호작용의 친화성에 의해 결정된다. 조절 T세포가 되기 위한 선별 과정은 골디락스 과정으로 친화성이 너무 낮지도, 너무 높지도 않고 딱 적당해야 한다. T세포가 너무 강한 신호를 받으면 세포자멸사로 이어질 것이며 약한 신호를 받으면 생존하여 작동 T세포가 될 것이다. T세포가 중간 정도의 신호를 받으면 조절 T세포로 발달할 것이다. TCR이 존재하는 모든 T세포는 결국 작동 T세포와 조절 T세포가 섞인 채로 발달이 끝날 것이다. 이 두 집단 간의 비율은 T세포와 자가 펩타이드-MHC 복합체 사이의 친화성에 의해 결정된다.
가슴샘에서 Foxp3+ Treg 세포의 생성은 작동 T세포와 비교했을 때 며칠 정도 늦으며, 출생 후 3주 정도까지 가슴샘과 말초 양쪽에서 모두 성인 수준까지 도달하지 못한다. 조절 T세포는 CD28의 보조자극과 B7.2 발현을 필요로 하며 이 자극들은 가슴샘 속질에 의해 주로 제한된다. 이런 조절 T세포의 발달은 Foxp3+ 세포의 발달과 유사하다. 두 발달 과정이 연결되어 있다는 주장도 있지만 그 결정적인 연결고리는 아직 보여지지 않았다. 가슴샘에서 TGF-β는 조절 T세포 기능에 필요하지 않다. 이 사실은 TGF-β에 민감하지 않은 TGF-βRII를 가진 생쥐에서 나온 조절 T세포가 제대로 기능하는 것으로 인해 밝혀졌다.

### 가슴샘 재순환
일부 FOXP3+ Treg 세포는 재순환하여 이미 발달을 마치고 떠났던 가슴샘으로 되돌아오는 것이 관찰되었다. 이 조절 T세포는 조절 T세포가 주로 분화되는 장소인 가슴샘 속질에 주로 존재하는 것으로 나타났다. 가슴샘에 이 세포가 존재하거나 태아 가슴샘 조직으로 세포가 더해지면 새로운 조절 T세포의 발달을 34-60%까지 억제하지만 다른 일반적인 T세포는 영향을 받지 않는다. 이게 의미하는 것은 가슴샘으로 돌아온 재순환 조절 T세포가 오직 새로운(de novo) 조절 T세포의 발달만을 억제한다는 것이다. 이 과정의 분자적인 기전은 조절 T세포가 미세환경의 IL-2를 흡수하여 주된 성장 인자로 IL-2가 필요한 다른 T세포의 세포자멸사를 유도하는 것이다. 가슴샘의 재순환한 조절 T세포는 Il2ra 유전자에 의해 암호화되는 많은 양의 고친화성 IL-2 α사슬(CD25)을 발현한다. CD25는 가슴샘 속질에서 IL-2와 결합해 농도를 떨어뜨린다. 가슴샘에서 새롭게 발생한 FOXP3+ Treg 세포는 Il2ra 발현량이 그리 높지 않다.. IL-2는 가슴샘에서 조절 T세포 발달에 필수적인 사이토카인으로 T세포 증식과 생존에 중요하다. 만약 IL-2가 결핍되었다면 IL-15가 대체할 수 있다. 그러나 특히 조절 T세포의 발달은 IL-2에 의존적이다. 사람에서는 CD31 음성 조절 T세포가 가슴샘에서 발견되었다. CD31은 다른 T세포와 마찬가지로 새롭게 형성된 조절 T세포의 표지자로서 이용된다. 성숙한 말초 조절 T세포는 CD31 발현이 감소한다. 따라서 이 가슴샘의 조절 T세포 발달을 조절하는 기전이 사람에서도 기능적일 수 있다.
가슴샘으로 돌아온 재순환 조절 T세포에 의해 일어나는 가슴샘 조절 T세포의 양성 조절도 있는 것으로 보인다. 가슴샘에서는 말초 조절 T세포와 비교했을 때 IL-1R2 (Il1r2) 발현이 증가한 CD24 low - FOXP3+ 세포가 발견되었다. 염증 반응에 의해 유발된 IL-1β의 높은 농도는 가슴샘에서 조절 T세포의 de novo 발달을 감소시킨다. 높은 IL1R2 발현을 보이는 가슴샘의 재순환 조절 T세포는 IL-1β를 흡수하여 가슴샘 속질 미세환경에서 IL-1β의 농도를 줄이고, 따라서 조절 T세포의 de novo 발달을 돕는다. 조절 T세포 내에는 선천면역 세포에 보통 존재하는 톨-인터루킨-1 수용체 도메인이 없기 때문에, IL-1β가 조절 T세포 표면의 IL1R2와 결합해도 어떠한 신호 전달도 발생하지 않는다.

## 기능
면역계는 자기(self)와 비자기(non-self)를 구별할 수 있어야 한다. 자기와 비자기의 구별이 실패하면 면역계는 우리 몸의 세포와 조직을 파괴하고 자가 면역 질환이 발생한다. 조절 T세포는 면역계 활성화를 적극적으로 억제하여 자가 면역 질환과 같은 병적인 자가반응성을 방지한다. 조절 T세포가 면역계에서 수행하는 역할이 중요하다는 것은 IPEX 증후군과 같이 조절 T세포가 유전적으로 결핍되었을 때 발병하는 심각한 자가 면역 질환에 의해 뒷받침된다.

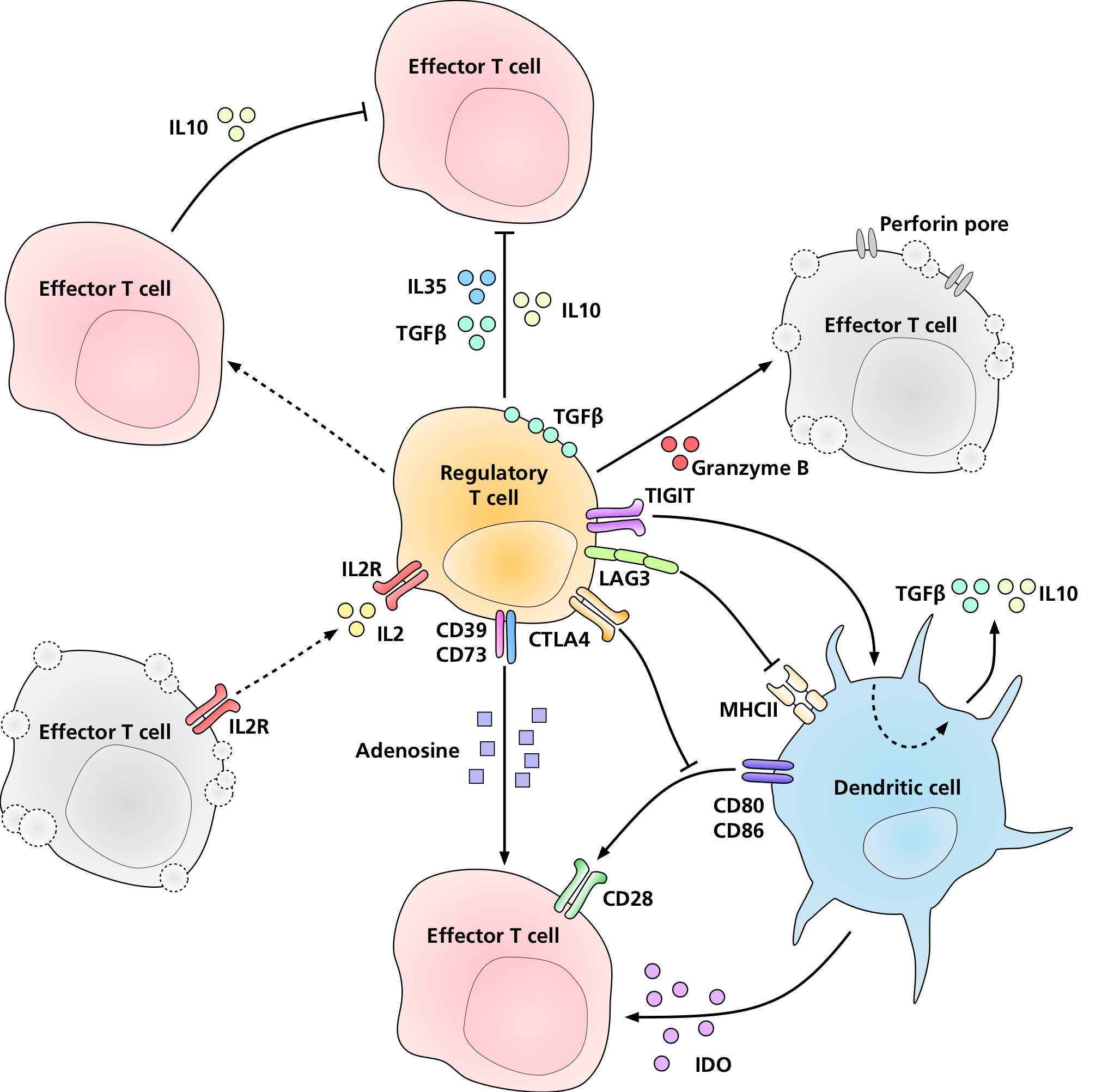
조절 T세포, 작동 T세포, 수지상세포의 도표. 조절 T세포가 면역계를 억제하는 방식으로 추정되는 기전을 보여준다.

조절 T세포가 억제와 조절 활성을 띄는 분자적인 기전은 명확하게 나타나지 않았고 연구의 주제가 되고 있다. 생체외(in vitro) 실험에서는 세포가 억제되기 위해 세포 사이의 접촉이 필요하다는 복잡한 결과를 내놓았다. 조절 T세포가 면역을 억제하는 방식으로 추정되는 대표적인 기전은 다음과 같다.
- 조절 T세포는 여러 억제성 사이토카인을 생산한다. 억제성 사이토카인에는 TGF-β,[21] 인터루킨 35,[22] 인커루킨 10이 있다.[23] 또한 조절 T세포는 인터루킨 10을 발현하는 다른 종류의 세포들을 유도할 수 있다.[24]
- 조절 T세포는 그랜자임 B를 생산하며, 그랜자임 B는 작동 세포의 세포자멸사를 유도할 수 있다. 그랜자임 B가 결핍된 생쥐의 조절 T세포는 작동 T세포 활성화를 덜 억제하는 사실이 보고되었다.[25]
- 수지상세포과의 직접적인 상호작용을 통한 역방향 신호전달과 면역을 억제하는 효소인 인돌아민 2,3-이산소화효소의 유도.[26]
- 세포외효소인 CD39와 CD73을 통한 신호 전달과 면역을 억제하는 물질인 아데노신 생산.[27][28]
- LAG3과 TIGIT을 통한 수지상세포와의 직접적인 상호작용.[29][30] 수지상세포와 조절 T세포의 상호작용에 관한 리뷰는 사람 세포와 생쥐 세포에서 기전의 차이를 보여준다.[31]
- 또 다른 조절 기전은 인터루킨 2(IL-2)의 피드백 고리를 통해서 일어난다. 항원에 의해 활성화된 T세포는 IL-2를 생산하며 IL-2는 조절 T세포의 IL-2 수용체에 작용한다. 이를 통해 해당 부위에서 높은 T세포 활성이 발생하고 있다는 사실이 조절 T세포에게 전달되어 조절 T세포가 억제성 반응을 개시하도록 만든다. 이 일련의 과정은 과민반응이 일어나지 않도록 하는 음성 피드백 고리이다. 만약 실제 감염이 일어난 상태라면 다른 염증성 인자들이 억제 신호를 하향조절한다. 음성 피드백 고리가 방해되면 과민반응으로 이어지며, 이때는 조절 신호가 면역 반응의 길이를 변화시킬 수 있다.[32] 활성화된 조절 T세포는 IL-2와 결합하여 작동 T세포가 세포자멸사를 회피하기 위해 필요한 IL-2를 결핍시킨다.[15]
- 조절 T세포에 의한 면역억제의 주된 기전은 작동 T세포에서 보조자극 신호로 작용하는 CD28을 CTLA-4를 통해 막는 것이다.[33]

## 유도 조절 T세포
유도 조절 T세포(induced regulatory T cells, iTreg cells)는 CD4+ CD25+ FOXP3+로 면역관용과 관련된 억제성 세포이다. iTreg 세포는 T세포 증식과 (실험적으로) 자가 면역 질환을 억제하는 것으로 나타났다. 이 세포에는 Treg17 세포가 포함된다. iTreg 세포는 가슴샘 바깥에서 일반적인(conventional) 성숙한 CD4+ T 세포로부터 발달한다. 이 이 자연 조절 T세포(nTreg 세포)와 iTreg 세포 간의 중대한 차이점이다. iTreg 세포와  nTreg 세포가 비슷한 기능을 수행하긴 하지만 iTreg 세포는 조절 반응과 함께 TCR 다양성을 크게 하여 nTreg 세포를 보완하는 필수적인 조절 아집단으로 드러났다. 생쥐 모델에서 iTreg 세포 풀의 급성 결핍은 염증과 체중 감소로 이어졌다. nTreg 세포가 iTreg 세포에 비해 면역관용을 유지하는 데에 기여하는 바는 아직 알려지지 않았지만 양쪽 세포 집단 모두 중요한 것으로 알려져 있다. 두 세포 집단 사이에서 후성유전학적인 차이도 관찰되었으며 둘 중 nTreg 세포에서 더 안정한 FOXP3 발현과 많은 탈메틸화가 나타났다.
작은창자의 환경은 비타민 A가 풍부하며 레티노산이 생산되는 곳이다. 레티노산과 이 구역에서 수지상세포에 의해 생산된 TGF-β가 조절 T세포의 생산 신호를 보낸다. 비타민 A와 TGF-β는 IL-6이 존재해도 Th17 세포와 반대 방향인 조절 T세포로의 분화를 촉진한다. 결국 창자의 환경은 비타민 A와 TGF-β를 통해 유도 조절 T세포로 T세포를 분화시킨다. 이 분화된 세포 중 일부는 렉틴 유사 수용체인 CD161을 발현하며 상처 치유를 빠르게 하는 장벽 통합성을 유지하는 데에 특화되어 있다. 창자의 조절 T세포는 항원이 도입된 이후의 미성숙 T세포로부터 분화한다. 사람 조절 T세포는 미접촉 Th1 세포와 Th17 세포 양쪽에서 모두 유도될 수 있다고 밝혀졌다. 유도 과정은 헬리그모소모이데스 폴리자이러스(Heligmosomoides polygyrus)가 분비한 기생충 유래 TGF-β 모방체에 의해 유래하며 이 TGF-β 모방체는 Hp-TGM(H. polygyrus TGF-β mimic)이라고 불린다. Hp-TGM은 쥐과를 대상으로 했을 때, 생체내(in vivo) 염증 상태에서 안정한 FOXP3 발현 조절 T세포를 유도할 수 있다. Hp-TGM-유도 사람 FOXP3+ 조절 T세포는 염증 상태에서 안정 상태였으며, TGF-β-유도 Treg 세포와 비교했을 때 CD25와 CTLA4 수준은 상승했고 FOXP3 Treg 특이적인 탈메틸화 부위에서 메틸화는 감소했다.

## 질병
면역학 분야에서 중요한 질문은 어떻게 조절 T세포의 면역억제 활성이 면역 반응 중에 조절되는지에 관한 것이다. 조절 T세포의 면역억제 기능은 자가 면역 질환 발생을 방지하지만 미생물이 감염되어서 면역 반응이 일어났을 때도 면역을 억제하는 것은 부적절하다. 최근의 가설은 감염성 미생물과 마주친다면 조절 T세포의 활성이 직간접적으로 하향조절되어, 다른 세포들이 감염을 제거하도록 촉진한다고 주장한다. 생쥐 모델에서 나온 실험적 근거는 몇몇 병원체가 조절 T세포를 조종하여 숙주의 면역을 억제하고 생존할 수 있다고 시사한다. 예를 들어 조절 T세포 활성은 레트로바이러스 감염(가장 잘 알려진 것은 HIV 감염), 미코박테륨 감염(결핵 등)), 리슈만편모충이나 말라리아와 같은 여러 기생충 감염에서 증가하는 것으로 보고되었다.
조절 T세포는 HIV 감염에서 중요한 역할을 하는데, 우선 면역계를 억제하여 표적 세포를 제한하고 염증을 감소시킨다. 그러나 동시에 억제로 인해 세포성 면역 반응을 통한 바이러스 제거를 방해하고 CD4+ T세포를 휴식기로 만든다. 결국 세포는 감염되고 바이러스는 세포를 저장고 삼아 증식할 수 있게 된다. 또한 조절 T세포가 HIV에 의해 감염되어 HIV 저장고를 직접적으로 더 많이 만들 수 있다. 따라서 조절 T세포는 HIV 치료 연구에서 표적으로서 조사되고 있다. 일부 조절 T세포 결핍 전략이 원숭이 면역 결핍 바이러스(SIV)에 감염된 영장류에서 테스트된 적이 있다. 이때 바이러스 재활성화와 강화된 SIV 특이적인 CD8+ T세포 반응이 나타났다.
조절 T세포는 내장리슈만편모충증의 병리와 환자의 과도한 염증을 방지하는 데에 커다란 역할을 한다.
CD4+ 조절 T세포는 종종 사람과 쥐과 모델의 고형 종양과 관련되어 있다. 유방암, 대장암, 난소암에서 증가한 조절 T세포는 더 불량한 예후를 보이는 징후이다.
CD70+ 비호지킨 림프종 B세포는 FOXP3 발현과 종양 안에 존재하는 CD4+CD25− T세포의 조절 기능을 유도한다.
조절 T세포가 근위축성 측삭경화증(ALS, 루게릭병)에서 FOXP3 발현이 낮아져 제 기능을 하지 못하며 신경염증을 일으킨다는 근거가 있다. 이런 ALS 환자에서 자가이식 시 조절 T세포의 탈체(Ex vivo) 확장이 임상 1상에서 좋은 결과를 보인 뒤 계속 조사되고 있다.
한편 조절 T세포는 정상적인 임신 중에 전신적, 국소적으로 다클론 확장을 통해 증가하여 태아를 산모의 면역계로부터 보호한다. 이 과정을 임신 중 면역관용이라고 한다. 이 다클론 확장 과정이 자간전증을 가진 산모와 그 자식에서 손상되어 있다는 근거가 존재한다. 연구는 자간전증에서 조절 T세포의 생산과 발달이 감소하여 산모의 면역관용을 저하시킬 수 있다고 제안한다. 면역관용이 저하되면 자간전증의 특징인 과민한 면역 반응으로 이어진다.

### 암

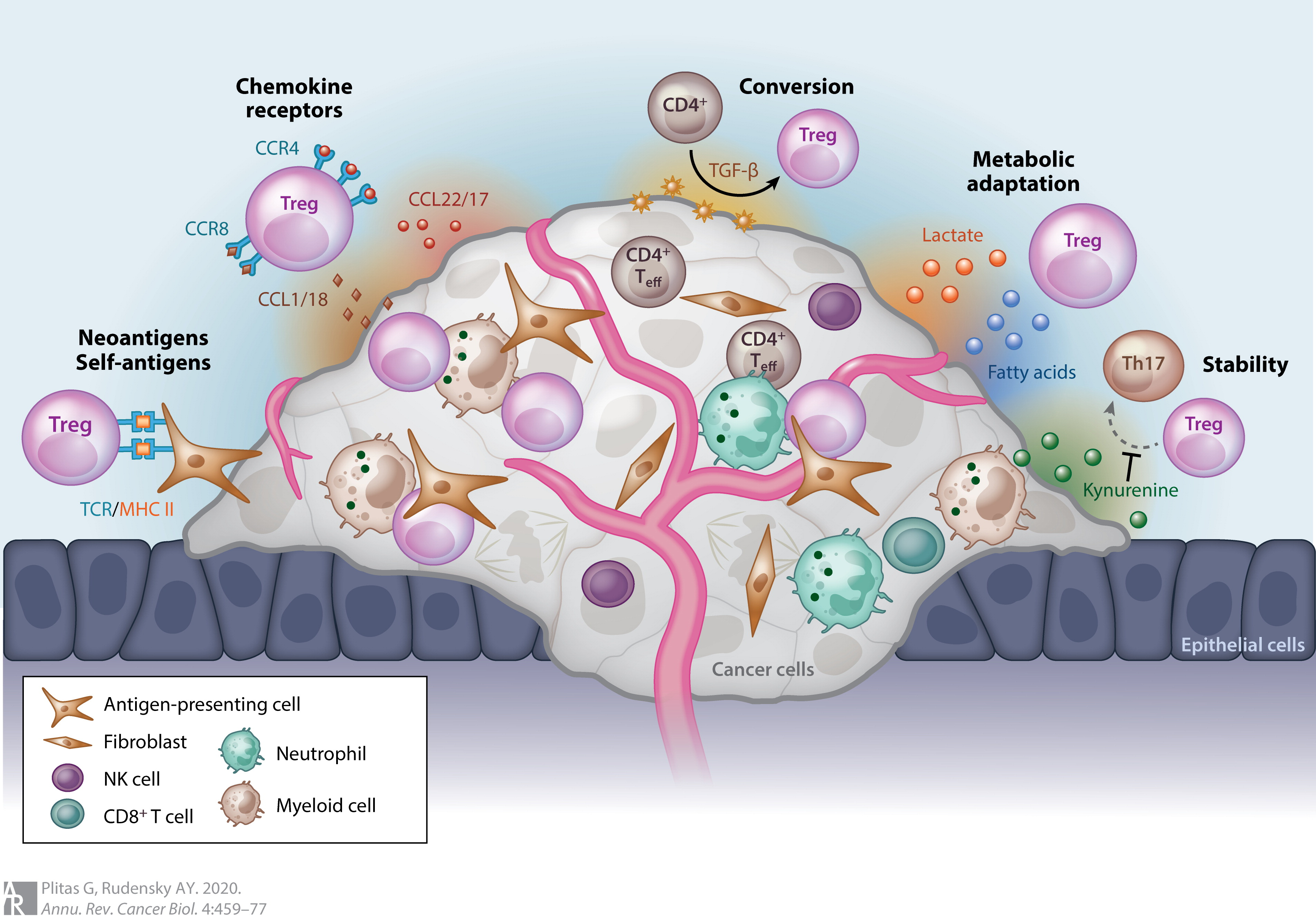
종양 미세환경에서 조절 T세포의 동원과 유지

대부분의 종양은 종양항원에 의해 매개되는 숙주의 면역 반응을 이끌어내며 이것이 종양을 다른 암이 아닌 세포와 구별한다. 면역 반응으로 인해 많은 수의 종양침윤림프구(TIL)가 종양에서 발견된다. 완전히 이해되지는 않았지만 이런 림프구들은 암 세포를 표적으로 하여 종양의 발달을 느리게 하거나 멈춘다. 그러나 이 과정은 복잡한데, 조절 T세포가 종양 미세환경에 의해 잘 트래피킹되는 것으로 추정되기 때문이다. 조절 T세포는 정상적으로는 전체 CD4+ T세포의 고작 4%만을 차지하지만, 종양 미세환경 주변에서는 전체 CD4+ T세포의 20-30%를 차지할 수 있다.
처음에는 많은 수의 TIL이 암에 대항하는 면역 반응을 결정하는 중요하다고 여겨졌지만, 이제는 종양 미세환경에서 조절 T세포와 작동 T세포의 비율이 암에 대한 면역 반응의 성공을 판가름하는 요인이라고 널리 알려져 있다. 종양 미세환경에서 조절 T세포의 수가 많은 것은 난소암, 유방암, 신장암, 췌장암과 같은 많은 암에서 나쁜 예후과 관련되어 있다. 이 사실은 조절 T세포가 작동 T세포를 억제하여 암이 발생했을 때 면역 반응을 방해한다는 것을 보여준다. 그러나 몇몇 유형의 암에서는 오히려 조절 T세포가 많은 게 좋은 예후와 관련되는 정반대의 상황이 벌어진다. 이 경향은 대장암과 여포성 림프종과 같은 암에서 나타난다. 정반대의 경향이 나타나는 이유는 세포의 증식과 전이를 촉발하는 것으로 알려진 일반적인 염증 반응을 억제하는 조절 T세포의 능력 때문일 수 있다. 정반대의 효과가 나타난다는 것은 조절 T세포가 종양의 발달에 미치는 영향은 종양의 유형과 위치, 양쪽 모두에 매우 의존적이라는 사실을 보여준다.
종양 미세환경이 어떻게 조절 T세포를 트래피킹하는지는 완전히 알려져 있지는 않지만 주화성이 종양에서 생산된 케모카인에 의해 일어난다고 추정된다. 종양 미세환경에서 조절 T세포가 침윤되는 것은 조절 T세포에 발현되는 케모카인 수용체인 CCR4와, 많은 유형의 종양 세포에서 분비되는 리간드인 CCL22의 결합에 의해 촉진된다. 종양 세포가 흔히 생산하는 사이토카인인 TGF-β는 조절 T세포의 증식과 확장을 유도한다. 이런 조절 T세포의 확장이 케모카인 생산과 함께 조절 T세포 수가 증가한 것을 설명할 수 있다.
전사인자로서 FOXP3는 조절 T세포의 필수적인 분자 표지자이다. FOXP3 다형성(rs3761548)은 조절 T세포 기능이나 IL-10, IL-35, TGF-β 같은 면역 조절 사이토카인 분비를 통해 위암의 진행과 관련되어 있을 수 있다.
일반적으로 종양 미세환경의 면역억제는 많은 암의 면역치료 요법의 좋지 않은 결과에 크게 기여한다. 동물 모델에서 조절 T세포를 결핍시키는 것은 면역치료 요법의 효능을 상승시키는 것으로 나타났다. 따라서 많은 면역치료 요법은 조절 T세포 결핍을 포함하고 있다.

## 분자적 특징
다른 T세포와 비슷하게 조절 T세포는 가슴샘에서 발달한다. 최신 연구는 조절 T세포가 포크헤드 패밀리의 전사인자인 FOXP3를 발현하는 것으로 정의된다고 제안했다. FOXP3 발현은 조절 T세포 발달에 필요하며 이 세포의 운명을 특정하는 유전적 프로그램을 조절하는 것으로 추정된다. 다수의 Foxp3를 발현하는 조절 T세포는 제2형 MHC 제한 CD4+ 세포 집단에서 발견되며 CD25(IL-2R α사슬) 발현이 높다. FOXP3 발현 CD4+ CD25+ T세포에 더해서 제1형 MHC 제한 CD8+ FOXP3 발현 조절 T세포의 소수 집단도 존재하는 것으로 추정된다. 이 FOXP3 발현 CD8+ T세포는 건강한 사람들에서는 기능하지 않는 것으로 보이지만 자가 면역 질환 상태에서 TCR 자극에 의해 유도되어 IL-17이 매개하는 면역 반응을 억제한다. 전통적인 T세포와 다르게 조절 T세포는 IL-2를 생산하지 않으며 기준선에서 무반응 상태이다.
조절 T세포를 식별하고 관리하는 연구에 여러 가지 서로 다른 방법들이 사용된다. 원래 표면 표지자인 CD25와 CD4의 높은 발현(CD4+CD25+ 세포)이 조절 T세포에 식별하는 데에 사용되었다. 이 방법은 병원체가 들어와 면역 반응이 일어나 면역이 활성화됐을 때 CD25가 조절 T세포가 아닌 세포에서도 발현되기 때문에 문제가 있다. CD4와 CD25 발현으로 조절 T세포를 정의했을 때, 조절 T세포는 생쥐와 사람에서 성숙 CD4+ T세포의 5-10%를 차지하며, 전체 혈액에서는 1-2%를 차지한다. FOXP3 단백질의 세포 발현을 측정하는 것이 조절 T세포(CD4+CD25+FOXP3+ 세포)의 더 특이적인 분석을 가능하게 한다. 그러나 FOXP3는 활성화된 사람 작동 T세포에서도 일시적으로 발현되므로 CD4, CD25, FOXP3를 사람에서 조절 T세포의 표지자로 사용하기는 복잡해진다. 따라서 표면 표지자 조합의 절대 표준은 높은 CD25 발현을 가진 비활성화된 CD3+CD4+ T세포와, 표지 단백질 CD127(IL-7RA)의 발현이 낮거나 없어야 한다. 살아 있는 세포가 필요하지 않다면 FOXP3를 CD25와 CD127 조합에 추가하면 더 엄격하게 세포를 선별할 수 있다. 높은 CTLA-4나 GITR(TNFRSF18)도 조절 T세포에서 발현되지만 이 표지자들이 발현되는 기능적 중요성은 아직 제대로 밝혀지지 않았다. 모든 FOXP3를 발현하는 조절 T세포의 고유하고 특이적인 표면 표지자를 찾는 데 굉장한 관심이 집중되고 있으나 지금까지 그런 분자는 발견되지 않았다.
세포 활성화 이후 조절 T세포를 식별하는 것은 다른 T세포도 CD25를 발현하고, 활성화 이후 일시적으로 FOXP3를 발현하며 CD127을 발현하지 않게 되기 때문에 어려운 일이다. 조절 T세포가 CD39 발현과 CD25, CD134(OX40)의 공동발현의 조합을 활성화 유도 표지자 분석(activation-induced marker assay)을 통해 식별할 수 있다. 이 방법은 항원 자극 이후 24-48시간이 경과한 뒤 항원 특이적인 세포를 밝혀낼 수 있다.
새로운 단백질 표지자를 찾는 것과 더불어 조절 T세포를 분석하고 추적 관찰하기 위한 다른 방법들이 문헌에서 설명되고 있다. 이 다른 방법은 DNA 메틸화 분석에 기반을 두고 있다. 활성화된 작동 T세포 같은 다른 세포 유형이 아닌, 오직 조절 T세포에서만 FOXP3 유전자의 특정 부분(TSDR, Treg-specific-demethylated region)이 탈메틸화되어 있다. 이 사실을 이용하여 조절 T세포를 PCR 반응이나 다른 DNA 기반 분석법을 통해 추적 관찰할 수 있다.
Th17 세포와 조절 T세포 사이의 상호작용은 호흡기 질환과 같은 다른 많은 질환에서 중요하다.
비만 세포가 Treg-의존적인 말초관용의 매개자 역할을 한다는 주장이 제기되었다.

### 항원 결정기
조절 T세포의 항원 결정기(에피토프, Tregitopes)는 2008년에 발견되었으며 단클론 항체와 면역글로불린 G(IgG)에 포함된 아미노산 서열로 구성되어 있다. 이 발견으로 인해 조절 T세포의 항원 결정기가 nTreg 세포의 활성화에 중요할 수 있다는 근거가 제시되었다.
조절 T세포 항원 결정기의 잠재적인 적용 분야도 가설로 세워졌다. 예시로는 이식에 대한 면역관용 유도, 단백질 약물, 혈액 이식 치료, 제1형 당뇨병, 알레르기 치료에서 면역 반응 감소 등이 있다.

## 유전적 결핍
FOXP3를 암호화하는 유전자에 생기는 유전적 돌연변이가 이 돌연변이에 의해 발생하는 유전병에 의해 사람과 생쥐에서 모두 발견되었다. 이 병은 조절 T세포가 정상적인 면역계를 유지하는 데에 중요한 역할을 한다는 사실을 뒷받침하는 가장 결정적인 근거이다. FOXP3 돌연변이를 가진 사람들은 심각하고 치명적인 자가 면역 질환에 시달린다. 이 질환은 IPEX 증후군(Immune dysregulation, Polyendocrinopathy, Enteropathy X-linked syndrome)으로 알려져 있다.
IPEX 증후군은 생후 첫 해에 엄청난 전신성 자가면역이 특징적이다. 이로 인해 발생하는 증상들 중 물이 많은 설사, 습진성 피부염, 각종 내분비질환이 흔히 관찰되는 3요소이다. 내분비질환 중 가장 흔하게 나타나는 질환은 인슐린 의존성 당뇨병이다. 대부분의 IPEX 증후군 환자는 Commbs 양성 용혈성 빈혈, 자가면역성 혈소판감소증, 자가면역성 호중구감소증, 세뇨관 신장병과 같은 다른 자가면역으로 인한 질환을 겪는다. 남성 환자 대부분은 대사성 장애나 패혈증으로 인해 생후 첫 해에 사망한다. 유사한 질환인 'scurfy'가 FOXP3 자발 돌연변이를 가진 생쥐에서 관찰된다.

## 같이 보기
- 사람 세포 유형 목록